# Saurita tijuca
Saurita tijuca är en fjärilsart som beskrevs av William Schaus 1892. Saurita tijuca ingår i släktet Saurita och familjen björnspinnare. Inga underarter finns listade.